# Федеральний резервний банк

12 федеральних резервних округів (Federal Reserve Districts).

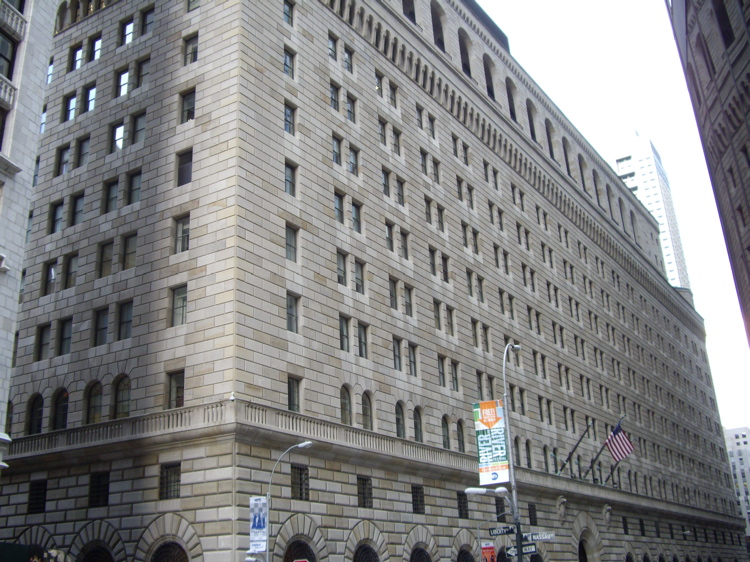
Федеральний резервний банк Нью-Йорка має більше $1 трлн в активах.

Федеральний резервний банк (англ. Federal Reserve Bank) — специфічний регіональний банк в США, створений на основі закону про Федеральний резерв. 12 регіональних банків складають основу структури Федеральної резервної системи США.

## 12 федеральних резервних банків ФРС США
ФРС офіційно ідентифікує федеральні резервні округи за числом та містом Резервного банку.
- 1-й округ (A) — Федеральний резервний банк Бостона;
- 2-й округ (B) — Федеральний резервний банк Нью-Йорка;
- 3-й округ (C) — Федеральний резервний банк Філадельфії;
- 4-й округ (D) — Федеральний резервний банк Клівленда, з філіями в Цинциннаті, Огайо та Піттсбурзі, Пенсильванія;
- 5-й округ (E) — Федеральний резервний банк Ричмонда, з філіями в Балтиморі, Меріленд та Шарлотті, Північна Кароліна;
- 6-й округ (F) — Федеральний резервний банк Атланти, з філіями в Бірмінгемі, Алабама, Джексонвілі, Флорида, Маямі, Флорида, Нешвіллі, Теннессі та Новому Орлеані, Луїзіана;
- 7-й округ (G) — Федеральний резервний банк Чикаго, з філією в Детройті, Мічиган;
- 8-й округ (H) — Федеральний резервний банк Сент-Луїса, з філіями в Літл-Році, Арканзас, Луїсвіллі, Кентуккі та Мемфісі, Теннессі;
- 9-й округ (I) — Федеральний резервний банк Міннеаполіса, з філією в Гелені, Монтана;
- 10-й округ (J) — Федеральний резервний банк Канзас-Сіті, з філіями в Денвері, Колорадо, Оклахома-Сіті, Оклахома і Омасі, Небраска;
- 11-й округ (K) — Федеральний резервний банк Далласа, з філіями в Ель-Пасо, Техас, Х'юстоні, Техас та Сан-Антоніо, Техас;
- 12-й округ (L) — Федеральний резервний банк Сан-Франциско, з філіями в Лос-Анджелесі, Каліфорнія, Портленді, Орегон, Солт-Лейк-Сіті, Юта та Сіетлі, Вашингтон.

### Активи
| Федеральний резервний банк | Сукупні активи (02/20/2013) |
| -------------------------- | --------------------------- |
| Всі банки ФРС              | $3.097 трлн                 |
| Нью-Йорк                   | $1.750 трлн                 |
| Ричмонд                    | $166 млрд                   |
| Сан-Франциско              | $327 млрд                   |
| Атланта                    | $206 млрд                   |
| Чикаго                     | $156 млрд                   |
| Даллас                     | $110 млрд                   |
| Філадельфія                | $90 млрд                    |
| Клівленд                   | $76 млрд                    |
| Бостон                     | $81 млрд                    |
| Канзас-Сіті                | $55 млрд                    |
| Сент-Луїс                  | $48 млрд                    |
| Міннеаполіс                | $29 млрд                    |